# Kuamang (Vii Koto)
Kuamang is een bestuurslaag in het regentschap Tebo van de provincie Jambi, Indonesië. Kuamang telt 1623 inwoners (volkstelling 2010).